# María de la Consolación Azlor
María de la Consolación Azlor (Gerona, 12 de mayo de 1775-Zaragoza, 23 de diciembre de 1814)
conocida como La Condesa de Bureta,  fue una noble española, heroína de los Sitios de Zaragoza.

## Biografía
Nacida  en Gerona en 1773, de familia ilustre, era hija de Manuel Azlor de Aragón y Urriés y Petronila Tadea de Villavicencio y Villavicencio. recibió una esmerada educación. En 1787, al morir su padre, virrey de Navarra, la familia se trasladó a Zaragoza.
El 12 de mayo de 1794, se casó con Juan Crisóstomo López-Fernández de Heredia y Marín de Resende Francia (1794-18 de diciembre de 1804), VI conde de Bureta y barón de Salillas lo cual sin duda fue propiciado por su belleza y cultura.
Tras acabar el primer sitio de Zaragoza, el 1 de octubre de 1808, contrajo el segundo matrimonio con Pedro María Ric y Monserrat (1808-1814), barón de Valdeolivos, hijo primogénito del III barón de Valdeolivos, magistrado de la Real Audiencia de Aragón y político.
Falleció en Zaragoza en 1814 y está enterrada en la iglesia de San Felipe y Santiago el Menor de Zaragoza.

### Su papel durante los Sitios de Zaragoza
En 1808 al sitiar los ejércitos del Primer Imperio Francés la ciudad de Zaragoza, con su carácter patriótico se negó a abandonar la ciudad, participando activamente contra el ejército francés, siendo leal a Palafox.
Creó y dirigió el Cuerpo de Amazonas, un cuerpo especial femenino que prestaba un servicio de socorro a los heridos y del aprovisionamiento de víveres y municiones a los combatientes. Además, convirtió su palacio en hospital, y empuñó armas en ocasiones de peligro, realizando una serie de actos heroicos que fueron referidos por don Santiago Sas y el general Arteche.
En el Segundo Sitio de Zaragoza, al producirse la capitulación de Zaragoza el 21 de febrero de 1809, el mariscal francés Lannes permitió a la condesa y su familia abandonar la ciudad para trasladarse a Cádiz, hasta que, concluida la guerra, la condesa regresó a Zaragoza.

## Condecoraciones
Fue condecorada por Fernando VII, con todas las distinciones concedidas a los defensores de la patria.